# Gran Premio Costa degli Etruschi 2014
Il Gran Premio Costa degli Etruschi 2014, diciannovesima edizione della corsa e valida come evento dell'UCI Europe Tour 2014 categoria 1.1, si è disputato il 2 febbraio 2014, su un percorso di 190,6 km. L'italiano Simone Ponzi si è aggiudicato la corsa, al traguardo con il tempo di 4h24'27" alla media di 43,24 km/h.
Al traguardo 124 ciclisti portarono a termine la gara.

## Squadre partecipanti
| N.    | Cod. | Squadra                      |
| ----- | ---- | ---------------------------- |
| 1-8   | LAM  | Lampre-Merida                |
| 11-18 | CAN  | Cannondale                   |
| 21-28 | BAR  | Bardiani-CSF                 |
| 31-38 | AND  | Androni Giocattoli-Venezuela |
| 41-48 | VFN  | Vini Fantini-Nippo           |
| 51-58 | COL  | Colombia                     |
| 61-68 | YEL  | Yellow Fluo                  |
| 71-78 | TIK  | Itera-Katusha                |
| 81-88 | ITA  | Italia under 23              |
| 91-98 | ADP  | Team Dukla Praha             |

| N.      | Cod. | Squadra                       |
| ------- | ---- | ----------------------------- |
| 101-108 | MGK  | MG.KVis-Trevigiani            |
| 111-118 | MKT  | Meridiana-Kamen Team          |
| 121-128 | UNA  | Utensilnord                   |
| 131-138 | AMO  | Amore & Vita-Selle SMP        |
| 141-148 | IDE  | Team Idea                     |
| 151-158 | MAE  | Marchiol-Emisfero             |
| 161-168 | RSW  | Team Gourmetfein-Simplon Wels |
| 171-178 | RAR  | Radenska                      |
| 181-188 | VHS  | Vega-Hotsand                  |
| 191-198 | AZT  | Area Zero Pro Team            |

## Ordine d'arrivo (Top 10)
| Pos. | Corridore           | Squadra       | Tempo    |
| ---- | ------------------- | ------------- | -------- |
| 1    | Simone Ponzi        | Yellow Fluo   | 4h24'27" |
| 2    | Mauro Finetto       | Yellow Fluo   | a 8"     |
| 3    | Andrea Pasqualon    | Area Zero     | s.t.     |
| 4    | Matteo Rabottini    | Yellow Fluo   | s.t.     |
| 5    | Antonino Parrinello | Androni       | s.t.     |
| 6    | Kristijan Koren     | Cannondale    | s.t.     |
| 7    | Rafael Andriato     | Yellow Fluo   | s.t.     |
| 8    | Luka Pibernik       | Radenska      | s.t.     |
| 9    | Enrico Barbin       | Bardiani-CSF  | s.t.     |
| 10   | Luca Wackermann     | Lampre-Merida | s.t.     |